# Pride (czasopismo)
Pride – polski kwartalnik lifestyle'owy adresowany głównie do gejów ukazujący się w okresie 2014–2015.
Magazyn zadebiutował we wrześniu 2014 roku. Wydano cztery numery (ostatni w czerwcu 2015). Według danych własnych wydawcy sprzedaż wydań wahała się od 15,5 do 17,4 tys. egzemplarzy.